# Baranduin
De Baranduin, door de Hobbits verbasterd tot Brandewijn (Nederlands) of Brandywine (Engels), is een rivier in Midden-aarde, de fictieve wereld in de werken van J.R.R. Tolkien.
De Baranduin heeft een lengte van 550 mijl en is de op drie na langste rivier in Midden-aarde, na de Anduin, de Running en de Gwathló.
De Brandewijn ontspringt in Nenuial, het Avondschemermeer in het noorden van Eriador. De rivier stroomt ongeveer 60 mijl oostwaarts en buigt dan naar het zuiden. Na nog eens 120 mijl stroomt ze ten oosten van de Gouw. De rivier vormde oorspronkelijk voor de hobbits de grens van de veilige wereld. De familie Brandebok is echter eens de rivier overgestoken en heeft aan de oostkant Bokland gesticht, een smalle strook dichtbevolkt land grenzend aan duistere Oude Woud. De Bokkelburgers worden daarom als 'vreemde' Hobbits beschouwd.
Wanneer de bomen in het woud de afscheidende haag aanvallen, de verdediging van Bokland, drijven de Hobbits hen terug. Sindsdien bezoeken zij het woud niet vaak meer. De hoofdstad van deze provincie is de Brandeburcht, een groot kasteel op de heuvel. De enige grote oversteekplaatsen in de Gouw zijn de Brandewijnbrug op de Oostelijke Weg, het Bokkelburger Veer en Sarn Ford in het Zuiderkwartier.
De rivier raakt het Oude Woud aan de zuidkant en maakt dan een bocht naar het zuidwesten, waar ze een oude weg oversteekt bij Sarn Ford en naar het noorden van het ontvolkte Minhiriath stroomt voor uit te monden in de Belegaer ten noorden van de beboste streek Eryn Vorn.

## Zijrivieren
Er worden geen zijrivieren van de Brandewijn gegeven, behalve in of dicht bij de Gouw: Het Water, de Stokbeek en de Klaarbeek in de Gouw en de Wilgewinde uit het Oude Woud
In de rivier ligt het Ringeleiland net boven de Brandewijnbrug

## De naam
De naam Baranduin is Sindarijns voor goudbruine rivier. De Hobbits van de Gouw verbasterden dit tot Branda-nîn, wat grenswater betekent in het originele Hobbitische Westron. Later werd dit weer omgevormd tot Bralda-hîm, sterk bier, een verwijzing naar de kleur van het water, wat Tolkien weergeeft in het Engels als Brandywine, het Nederlandse Brandewijn.
Zie ook: Lijst van koningen van Arnor · Lijst van koningen van Arthedain · Lijst van hoofden van de Dúnedain
Adorn · Anduin (de Grote Rivier) · Angren (Isen) · Baranduin (Brandewijn) · Betoverde Rivier · Bruinen (Luidwater) · Carnen (Roodwater) · Celduin (Running) · Celebrant (Zilverlei) · Celos · Ciril · Deemril · Dieptestroom · Erui · Gilrain · Glanduin (Grensrivier) · Glanhir (Meringstroom) · Gwathló (Grauwel) · Harnen (Zuiderrivier) · Lefnui · Lhûn (Lune) · Limlicht · Mitheithel (Grijsvloed) · Morgulduin · Morthond · Nimrodel · Ninglor (Lis) · Onodló (Entwas) · Poros · Rhimdath · Ringló · Serni · Sirith · Sirannon (Poortstroom) · Sneeuwborn · Het Water · Wilgewinde · Woudrivier